# Аккой
Аккой (чечен. Ӏаккой:397 произношениео файле) — один из чеченских тайпов, согласно традиционному делению входит в тукхум овхой (ауховцы). Духовным центром и родовым селом тайпа является с. Юрт-Аух (чечен. Ширча-Ӏовх). (совр. Калининаул), в 1943—1944 годах входившее в состав Ауховского района (совр. Новолакский район и часть Казбековского района) Дагестана, после 1944 года село передано Казбековскому району.

## Расселение
Во время депортации чеченцев в 1944 году представители тайпа также были высланы в Среднюю Азию, а после постепенного возвращения на родину расселились — часть в родовом селе Юрт-Аух, часть — в городе Хасавюрт и в Хасавюртовском районе (в сёлах — Новосельское, Покровское, Бамматбекюрт, Тотурбийкала).

## История
В работе А. С. Сулейманова тайповое кладбище Аккойн кешнаш (чечен. Ӏаккойн кешнаш) называется Олбар кешнаш («Албури кладбище»), и он ошибочно указывает его расположение в черте родового селения тайпа — Юрт-Аух:360, однако кладбище находится около бывшего аула Албури-Отар (Олбар-Отар). В Юрт-Аухе представили тайпа в основном проживали в квартале «Ӏаккойн басе», которое является историческим центром села. Представители тайпа аккой не женятся на девушках своего тайпа.
В честь представителя тайпа аккой (чеч. Іаккой) названа гора Албури-Лам рассказывается, что, когда умер наемный чабан, пасший скот Албури, хозяин горы отправил надгробный камень в селение Алмак, откуда тот был родом. Между тем, у Албури нередко возникали конфликты с владельцами скота из окрестных аулов, которых привлекали пастбища на его горе.
В ходе Кавказской войны Албури потерял двоих сыновей Гураш (чеч. ГӀураш) и Джанбюра (чеч. Жанбуьра), выступивших на стороне Шамиля. Известие о гибели сыновей не вызвало слез и печали у их матери. Напротив она проявила радость по поводу того, что дети её встретили смерть праведников. Она была опечалена лишь тем, что её третий сын находился в то время в отъезде и не удостоился такой же смерти праведника, как его братья.
В последующем имам Шамиль узаконил Албуринскую гору, что положило конец конфликтам за пастбища. С того времени гора носит название полученное от имени представителя тайпа аккой Албури-Лам.
В переписи Юрт-Ауха 1895 года представитель тайпа Албуриев Тагир записан как старшина села. 12 лет он был старшиной Юрт-Ауха и Акташ-Ауха, а впоследствии — 13 лет старшиной Юрт-Ауха. Потомки Тагира сегодня носят фамилию Дагировы от его имени.

### Кавказская война
В источниках времён Кавказской войны поселение тайпа аккой Албури-Отар, наряду с Ваники, указывается как передовое селение ауховцев, которые не раз подвергались разорению российскими войсками. В 1857 году А. Е. Врангель совершил поход к вновь выстроенному Албури-Отару, который имел до 250 дворов и был населён чеченцами-ауховцами представителями тайпа аккой, Альбури-Отар лежал верстах в 6-ти выше Юрт-Ауха и был окружен с трех сторон лесною чащею. Выступив 24-го августа из Кишен-Ауха, отряд в 10 часов утра прибыл к аулу Юрт-Аух и сделал вид наступления к аулу Альбури. Едва только войска барона Врангеля передвинулись в этом направления с версту, как ауховцы, опасаясь за аул, покинули лес и поспешили на защиту Альбури. Барон Врангель быстро повернул конницу и стрелков влево и завладел лесистыми возвышенностями верхнего пути, командовавшими всею дорогою.
Под прикрытием занятых пунктов остальные части колонны, сменяя одна другую, постепенно дебушировали к Дылыму. Только у последнего лесистого кургана неприятель успел настичь хвост колонны, но был отброшен картечью единорогов и действием штуцерного огня арьергардных рот 1-го батальона Апшеронцев. Таким образом, демонстрация к Альбури вполне увенчалась успехом и ауховцы понесли чувствительную потерю, несмотря на все выгоды местности, на которой происходили военные действия. Аул Албури-Отар был сожжён.
| |  |                                                                                      |  | |  |
| Кладбище Албури. "Здесь покоится Молкхи, сын Аташа, ставший шахидом в сражении с кафирами. Свет Аллаха в его могиле". (непонятно) «Аминь». Молкхи представитель тайпа аккой (чеч. Ӏаккой) |  | "Убит в бою с неверными ГӀураш, сын Албура." Представитель тайпа аккой (чеч. Ӏаккой) |  | "Кладбище Албури. Шахид, убитый в сражении (непонятно) Джанбур, сын Альбура. Да простит Аллах ему грехи, аминь." Представитель тайпа аккой (чеч. Ӏаккой) |  |

## Состав
Тайп состоит из следующих некъе:
1. Беси-некъе
2. Ойсхар-некъе
3. Ойткх-Хьаьжи-некъе
4. ТӀахӀир-некъе
5. Тепсаркъи-некъе[1].